# Малхар Рао Холкар I
Малхар Рао Холкар (маратхи मल्हारराव होळकर; 16 марта 1693 — 20 мая 1766) — первый махараджа Индаура из династии Холкар (1734—1766), был военачальник и субадар Маратхской империи, на территории современной Индии. Он был одним из первых офицеров вместе с Раноджи Шинде, который помог распространить маратхское правление на северные княжества, и получил поместье Индор, которым правили пешвы, во время правления маратхского императора Шаху I. Он был основателем маратхской династии Холкар, правившей в Малве.

## Ранние годы
Малхар Рао Холкар был из общины Дхангар (Гадария). Он родился 16 марта 1693 года в деревне Хол, недалеко от Джеджури, округ Пуна, в семье Хандуджи Холкара из Вира. Его отец умер в 1696 году, когда ему было всего три года. Малхар Рао вырос в Талоде (округ Нандурбар, Махараштра) в замке своего дяди по материнской линии, Сардара Бходжраджрао Баргала. Его дядя по материнской линии командовал кавалерией под командованием маратха Сардара Кадама Банде. Баргал попросил Малхара Рао присоединиться к его кавалерии, и вскоре после этого его назначили командиром кавалерийского отряда.
В 1717 году Малхар женился на Гаутаме Бай Баргал (умерла 29 сентября 1761 года), дочери своего дяди. Он также был женат на Бане Бай Сахиб Холкар, Дварке Бай Сахиб Холкар, Харку Бай Сахиб Холкар, Кханда Рани. Этот статус Кханда Рани проистекает из того факта, что она была принцессой, он послал свой меч (khaandaa на маратхи), чтобы представлять его на свадьбе, для поддержания внешнего вида.

## Служение Пешве
Малхар Рао Холкар жил в то время, когда амбициозные люди могли значительно улучшить свое положение, и в 1715 году он служил в войсках под контролем Кадама Банде в Хандеше. Приняв распространенный в то время наемнический подход к службе, Холкар участвовал в экспедиции в Дели, организованной Баладжи Вишванатом в 1719 году, сражался против Низама в битве при Балапуре в 1720 году и служил у раджи Барвани.
В 1721 году, разочаровавшись в Банде, Холкар стал солдатом на службе у маратхского пешвы Баджирао. Он сблизился с ним и вскоре смог продвинуться по служебной лестнице. За участием в кампании пешвы 1723—1724 годов последовала дипломатическая роль в урегулировании спора с княжеством Бхопал. В 1725 году Холкар командовал войском численностью 500 человек, а в 1727 году он получил грант, чтобы содержать войска в различных районах Малва. Успешная работа во время битве при Палкхеде 1728 года, во время которой он нарушил снабжение и коммуникации армии Великих Моголов, еще больше повысила его статус. Пешва улучшил это положение в противовес предполагаемой угрозе со стороны менее лояльных сторонников, и к 1732 году, когда Пешва отдала ему большую часть западной Малвы, Холкар командовал кавалерией численностью в несколько тысяч человек.

## Война против империи Великих Моголов и империи Дуррани

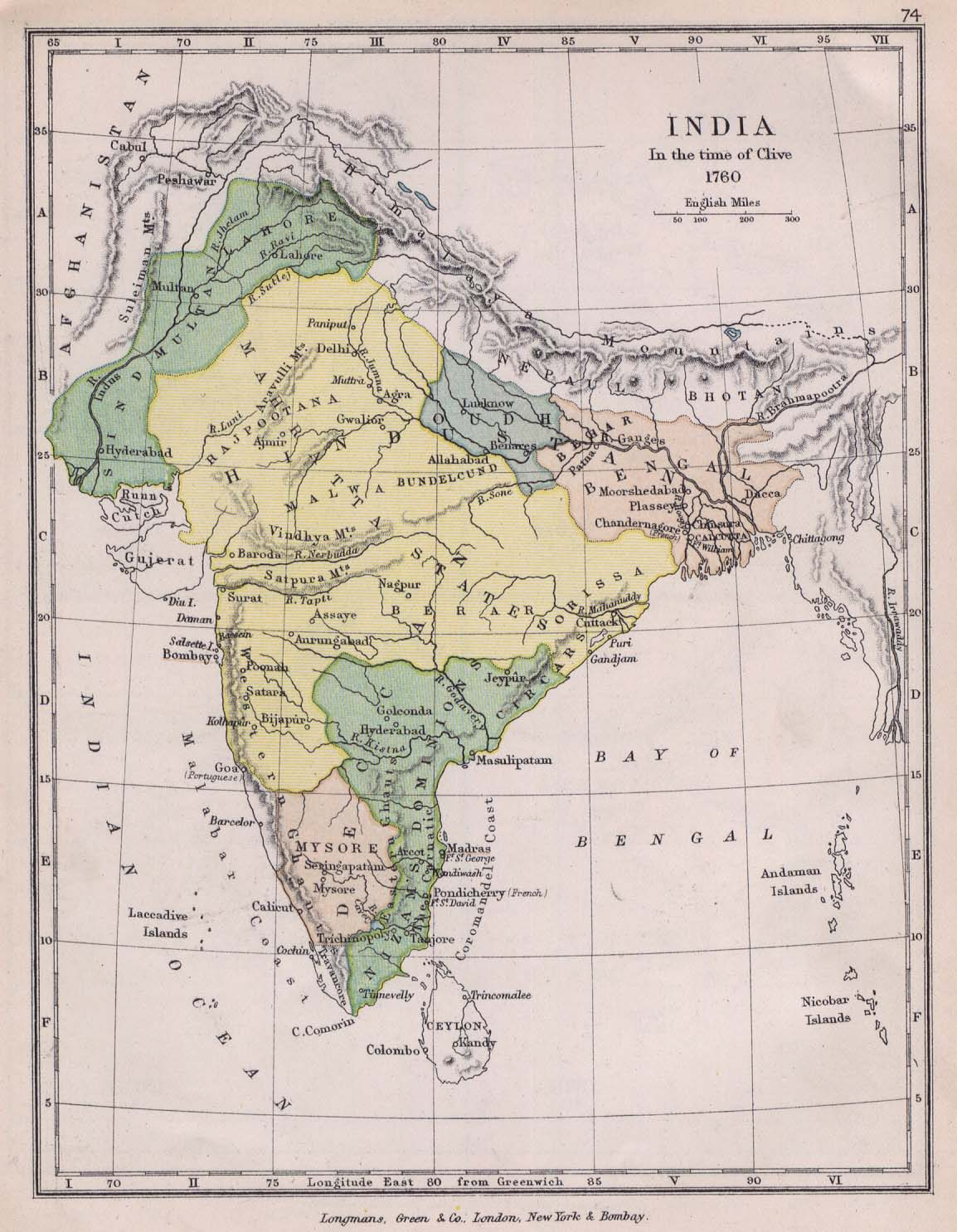
Маратхская империя достигла своего расцвета в 1760 году

Один из выдающихся военачальников Маратхской империи (1760), он участвовал в победе в битве при Дели (1737) и разгроме низама Хайдерабада в битве при Бхопале. Он также участвовал в кампании, которая отвоевала Васаи у португальцев в 1739 году. Он получил Рампуру, Бханпуру и Тонк в 1743 году за помощь, оказанную Мадхосингху I из Джайпура в его борьбе с Ишвари Сингхом. Пожалован императорским Сардешмукхи для Чандоре за его храбрость в кампании Рохиллы 1748 года. Начиная с 1748 года положение Малхара Рао Холкара в Малве стало прочным и надежным. Его ужас был так велик, что, когда Ишвари Сингх узнал, что Малхар Рао собирается арестовать его, он покончил с собой. Однако, как акт рыцарства, Малхар Рао кремировал его тело в соответствии с индуистскими ритуалами.
Его звали как приемного отца Наджиб-уд-Даула. Малхар Рао Холкар, Джаяппа Шинде, Гангадхар Татья, Тукоджирао Холкар и Хандерао Холкар отправились на помощь Сафдар Джангу против Шадуллы Хана, Ахмеда Хана Бангаша, Мохамуда Хана и Бахадур Хана Рохиллы в соответствии с указаниями пешвы Баладжи Баджирао. В битве при Фаттегаде и Фарукхабаде они нанесли поражение рохиллам и Бангашам (март 1751-апрель 1752). Когда император Великих Моголов узнал, что Ахмед шах Абдали напал на Пенджаб в декабре 1751 года, он попросил Сафдар Джанга заключить мир с Рохилкхандом и Бангашем. 12 апреля 1752 года Сафдар Джанг согласился помочь маратхам, но могольский император не ратифицировал соглашение и вместо этого подписал договор с Ахмедом шахом Абдали 23 апреля 1752 года. Тем временем пешва попросил Малхара Рао Холкара вернуться в Пуну, поскольку Салабат Хан напал на город.
Маратхи осаждали форт Кумхер с 20 января по 18 мая 1754 года. Война продолжалась около четырех месяцев. Во время войны Кханде Рао Холкар, сын Малхара Рао Холкара, однажды инспектировал свою армию в открытом паланкине, когда по нему открыли огонь из форта. 24 марта 1754 года в него попало пушечное ядро и убило его. Малхар Рао был взбешен смертью своего единственного сына и хотел отомстить. Он поклялся, что отрубит голову Махарадже Сураджу Малу и бросит землю форта в Ямуну после его разрушения. Маратхи усилили давление, и Сурадж Мал пассивно защищался, но Сурадж Мал был изолирован, поскольку ни один другой правитель не был готов помочь ему. В этот момент Махараджа Сурадж Мал получил совет от Махарани Кишори, который заверил его, что не стоит беспокоиться, и начал дипломатические усилия. Она связалась с Диван Руп Рам Катара. Она знала, что между Малхаром Рао Холкаром и Джаяппой Шинде были разногласия и что Джаяппа Шинде был очень тверд в своих решениях. Она посоветовала Махарадже Сураджу Малу воспользоваться взаимными разногласиями внутри маратхов. Диван Руп Рам Катара был другом Джаяппы Шинде. Она попросила Диван Руп Рам Катара передать письмо от Махараджи Сураджа Мала с предложением заключить договор. Джаяппа Шинде заверил Сураджа Мала в помощи и связался с Рагхунатрао. Рагхунатрао, в свою очередь, посоветовал Холкару подписать договор с Сураджем Малом. Малхар Рао Холкар оценил ситуацию и согласился на соглашение из-за возможности изоляции. Это привело к заключению договора между обоими правителями 18 мая 1754 года. Этот договор оказался очень выгодным для махараджи Сураджа Мала.
Гази уд-Дин Хан Ферозе Джанг III, которому помогали маратхи во главе с Малхаром Рао Холкаром, победил Сафдар Джанга. Император собрал большую армию и расположился лагерем в Сикандрабаде. С другой стороны, младший брат пешвы Рагхунатрао, Малхар Рао Холкар и 2000 маратхов и их союзник Фероз Джанг III разгромили имперскую армию Великих Моголов императора Великих Моголов Ахмад Шаха Бахадура в Первой битве при Сикандарабаде (1754). Император оставил свою мать, жен и свиту из 8000 женщин и бежал в Дели.
Малхар Рао Холкар, Рагхунатрао, Шамшер Бахадур, Гангадхар Татья, Сахарамбапу, Нарошанкар и Моджирам Бания атаковали Дели 11 августа 1757 года и разгромили Наджиб-уль-Даулу, а Ахмед-хан стал Мир Бакши вместо него. В марте 1758 года они завоевали Сархинд. 20 апреля 1758 года Малхар Рао Холкар и Рагхунатрао атаковали и захватили Лахор. Тукоджирао Холкар завоевал Атток, а Сабаджи Шиндия и Виттал Шивдев Винчуркар встретились с ними в Пешаваре. Рагхунатрао и Малхаррао Холкар вернулись из Пенджаба. В то время он был самым опасным маратхским сардаром.
В 1757 году он был возведен в ранг субадара. Малхар Рао Холкар потерпел сокрушительное поражение от кавалерии империи Дуррани во главе с Джахан-ханом во Второй битве при Сикандарабаде (1760).
Малхар Рао не помог Даттаджи Рао Шинде против Ахмеда Шаха Абдали и остался в Раджпутане. Многие историки критикуют его за то, что он не пришел на помощь Синдиям во время национальной опасности, в то время как некоторые историки выступают в поддержку его шага, утверждая, что это ослабило бы его позиции в Раджпутане. Он пытался вести партизанскую войну после поражения и смерти Даттаджи Шинде и добился некоторого успеха, когда сбылась его мечта о захвате Дели под его властью. Однако из-за открытых равнин между лесами на Севере Индии, недостатка географических знаний и отсутствия поддержки со стороны местных жителей он потерпел сокрушительное поражение от афганского генерала Джахан Хана при Ревади и во Второй битве при Сикандрабаде. На этом его мечта о завоевании Дели закончилась.
Говорят, что он участвовал в Третьей битве при Панипате, он вместе с Раджой Сураджмалом посоветовал Садашиврао Бхау, двоюродному брату Пешвы и фактическому командующему маратхской армией, оставить весь свой тяжелый багаж, гражданских лиц и тяжелые статические пушки французского производства в любом из маратхских фортов за рекой Чамбал и сделать следующее: традиционная партизанская война маратхов против афганцев, пока они не отступят из Индии. Садашиврао отверг его совет отчасти потому, что он верил в европейскую модернизированную форму ведения войны, а отчасти потому, что партизанская война Малхар Рао против афганцев потерпела неудачу. Некоторые источники также утверждают, что советники Садашиврао просили его не обращать внимания на советы Малхара Рао, поскольку он не хотел, чтобы Бхау пересекал Центральную Индию и видел, как он и другие сардары неправильно справились с ситуацией.
Он организовал множество рейдов против афганцев и проявил огромную храбрость, убив тысячи солдат дуррани и Рохиллы. Он отступил с поля битвы при Панипате, увидев, что маратхи терпят поражение, и вместе с ним спас тысячи мирных жителей и семьи благородных сардаров. Многие называли его за это трусом, в то время как многие утверждают, что сам Садашиврао попросил его спасти Парватибай и многих других, если они проиграют. Кроме того, если бы он остался на поле боя, его легкая кавалерия не смогла бы много сделать против афганцев в решающем сражении. Наиболее вероятным исходом было бы отсроченное поражение маратхов.
Он одержал решительную победу над раджпутами в битве при Мангроле и сыграл ключевую роль в возрождении маратхской державы в Центральной Индии. Он также поддерживал свою невестку Ахилию Бай Холкар в закладке фундамента ее будущего славного правления. Он также помог Махаджи Шинде оправиться от разгрома в Панипате и помог ему восстановить утраченную власть Шинде.

## Смерть и наследие

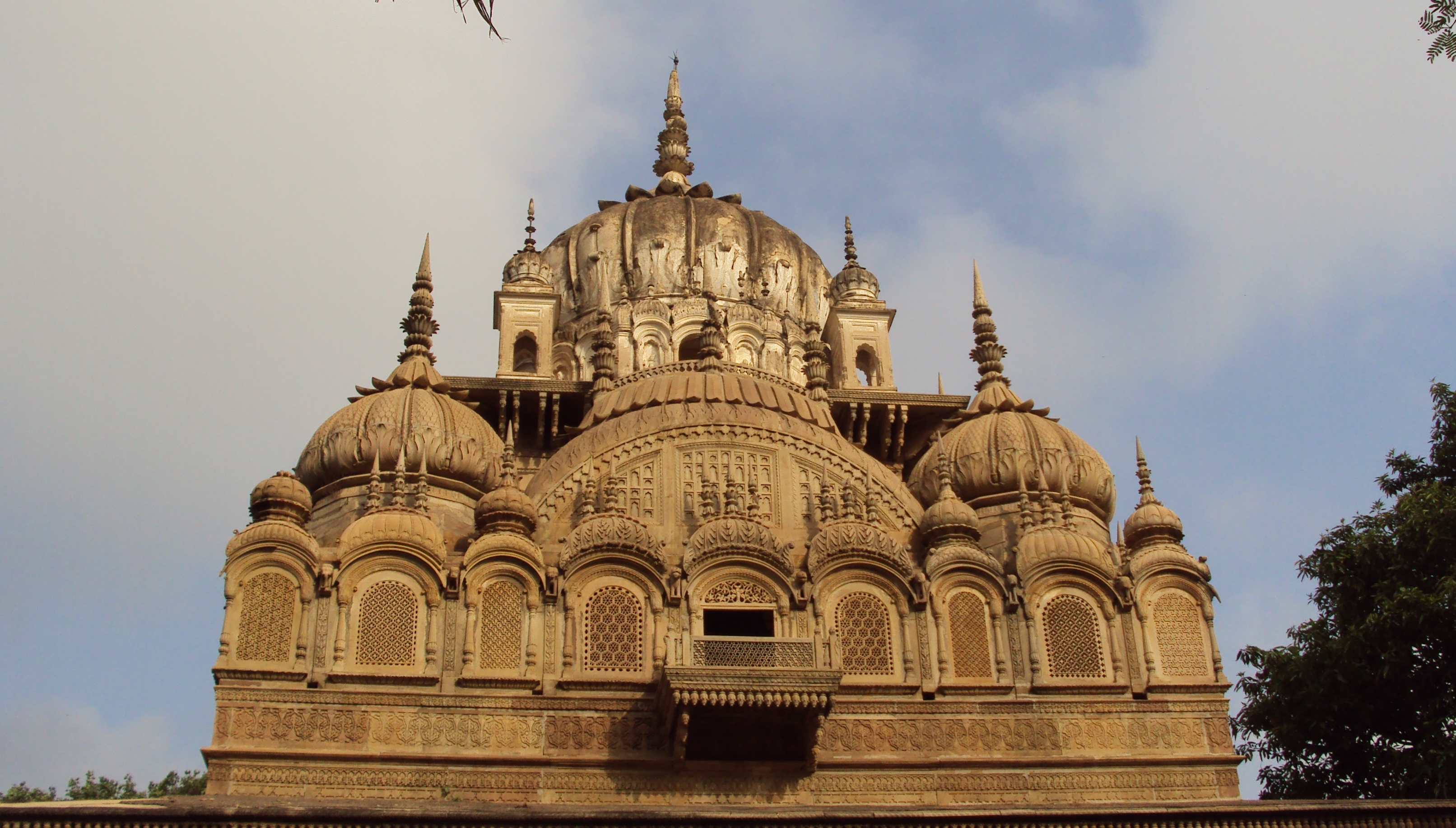
Гробница Малхар Рао Холкара в Алампуре, штат Мадхья-Прадеш.

73-летний Малхар Рао Холкар скончался в Алампуре 20 мая 1766 года. Его единственный сын Кханде Рао Холкар (1723—1754) погиб во время битвы за форт Кумхер против Махараджи Сураджа Мала из княжества Бхаратпур. После смерти своего сына Малхар Рао помешал его жене Ахилии Бай Холкар совершить сати. Внук Малхара Рао и младший сын Кханде Рао, Мале Рао Холкар стал правителем Индаура в 1766 году под регентством своей матери, но тоже умер через несколько месяцев, после чего правителем стала Ахилия Бай. Малхар Рао Холкар считается одним из архитекторов контроля маратхов над Индией.
Его невестка Ахилия Бай Холкар построила для него самадхи Чатри на месте его кремации в Алампуре в округе Бхинд штата Мадхья-Прадеш.

## В популярной культуре
В различных телесериалах и фильмах роль Малхар Рао Холкара играли несколько актёров:
- 1994 — сериал на хинди The Great Maratha[англ.] — Парикшит Сахни
- 2015 — фильм на хинди «Баджирао и Мастани» — Ганеш Ядав
- 2017 — сериал на хинди «Пешва Баджирао» — Руширадж Павар
- 2019 — фильм на хинди «Панипат»[англ.] — Равиндра Махаджани
- 2021 — сериал на хинди Punyashlok Ahilyabai[англ.] — Раджеш Шрингарпуре